# Себастьяно Конка
Себастьяно Конка (італ. Sebastiano Conca; 8 січня, 1680, Гаета — 1 вересня, 1764, Неаполь) — італійський художник доби пізнього бароко.

## Життєпис
Народився в місті Гаета. Батьки — Еразм Конка та Катаріна де Йоріо. Був старшим із десяти дітей родини.

## Навчання
Художні навички опановував в майстерні неаполітанського художника Франческо Солімена, у якого засвоїв бравурну барокову манеру без рис індивідуального бачення.

## Римський період

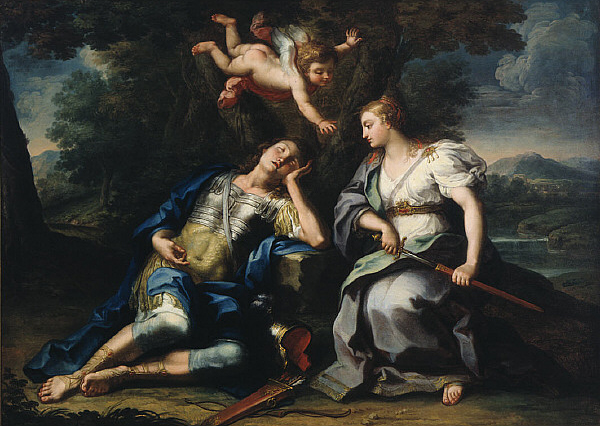
«Рінальдо і Арміда». Сент Луїс, США.

1706 року перебрався в Рим, що був і залишався відомим центром бароко в Західній Європі і де ще точилося пожвавлення в мистецтві — на тлі економічного та політичного занепаду в італійських князівствах. 1710 року Себастьяно Конка заснував в папській столиці Академію дель Нудо, метою якої було навчання молодих художників, як італійських, так і іноземних. З художньої школи Конка вийшли сицилійський майстер барокового живопису Олівіо Соччі, Джузеппе Треска, Коррадо Джачінто, Гаспаре Сенераріо, відомий римський портретист Помпео Батоні. Але більшість учнів Конка продовжувала інтернаціональну барокову манеру митця, позбавлену індивідуальних рис.
Академізм італійського зразка Себастьяно Конка мав попит і при дворі папи римського. Його меценатом став кардинал П'єтро Оттобоні (1667—1740). Кардинал представив Конка папі римському Клименту XI. Він сподобався і 1729 року став членом римської Академії Св. Луки. Двічі на короткі терміни його обирали керівником цього закладу. 1732 року Себастьяно Конка відбув у місто Сієна, де виконав замову Уголіно Білло на створення «Благовіщення» в церкві Санта Марія делла Скала.
В ранній період творчості працював на півночі Італії. 1718 року створив декоративні стінописи в палаці Ломелліні-Доріа в місті Генуя. В 1721—1725 роках працював на савойських королів в місті Турин, де декорував Королівський палац і низку церков.
Серед стінописів художника — фрески в церкві Санта Цецилія Трастевере (під керівництвом Карло Маратті), твори в Ораторії Св. Філіпа Нері, в церкві Санта Тереза в місті Турин. Слава Конка вийшла за межі Папської держави і він отримував замови від королів Речі Посполитої, Португалії, Сардинії, Кельнського архієпископа, короля Іспанії, всіх тих, хто керувався консервативними і застарілими смаками.
Зазвичай його манеру відносять до римського варіанту барокового класицизму. Але в його манері є домішки і модного тоді рококо з імперсональністю героїв і відчутним бажанням подобатись вельможним замовникам.
Помер в Неаполі.

## Підручник 1739 р
1739 року Себастьяно Конка оприлюднив підручник для молодих художників «Ammonimenti» (Застереження або Настанови).

## Вибрані твори
- «Поклоніння пастухів», 1720
- «Благовіщення»
- «Різдво Богородиці»
- «Алегорія Слави»

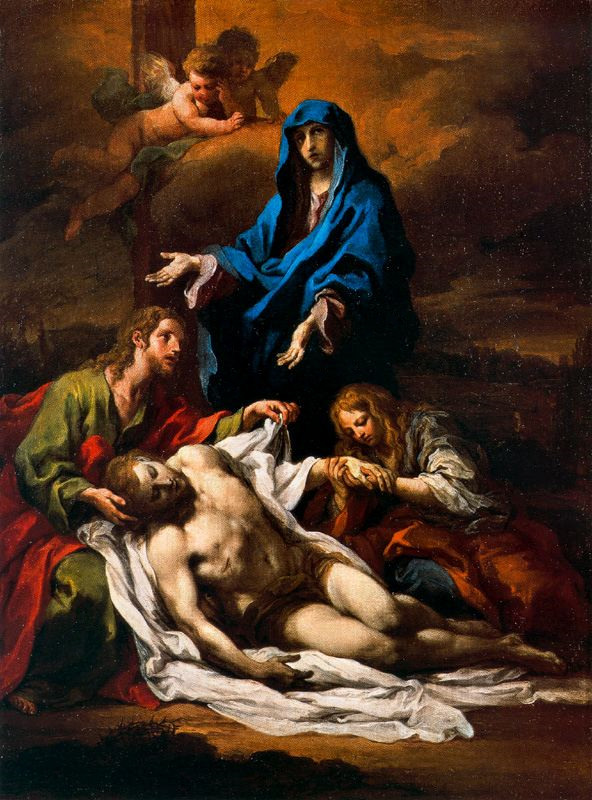
«Зняття з хреста і оплакування», 1746, Пінакотека Ватикана, Рим.

- «Алегорія Музики»(або Навчання музиці)
- алегорії «Чотири пори року» у вигляді путті
- «Літо»
- «Осінь»
- «Зима»
- «Весна»
- «Свята Родина»
- «Моління про чашу»
- «Скорботна Богоматір»
- «Рінальдо і Арміда»
- «Ідолослужіння Соломона»
- «Муза Уранія та Ерато»
- «Георгій Змієборець»
- «Св. Тереза Авільська перед Богородицею»
- «Сусанна і старці»
- «Стрітення»
- «Хрещення Христа в Йордані»
- «Санта К'яра»

|                                    |                             |                                 |                            |
| «Фама або алегорія Слави» С. Конка | «Моління про чашу» С. Конка | «Муза Уранія та Ерато» С. Конка | «Навчання музиці» С. Конка |